# Rotterdam Ahoy
A Rotterdam Ahoy (más néven Ahoy Rotterdam vagy Ahoy) egy kongresszusi központ és többfunkciós aréna Rotterdamban. Az 1950-ben megnyitott helyszín három fő részből áll: vásárokból és rendezvénytermekből, kongresszusi és konferenciaközpontokból és az Ahoy arénából. Az Ahoy Aréna (1971 és 2016 közötti nevén Sportpaleis) 1971. január 15-én nyílt meg.

## Történelem
A Rotterdam Ahoy jelenlegi formája 1970-ben épült meg. A komplexum lenyűgöző kialakítása különféle nemzeti és nemzetközi díjakat nyert különleges acélszerkezeteivel. A helyszín kialakítása inspirálta a vizet, az épület úgy lett kialakítva, mint egy hajó. Az első rendezvény, amelynek otthont adott, a Femina családi kiállítása volt. Azóta az Ahoyt számos alkalommal kibővítették, 1998-ban felújították a Benthem Crouwel építészeti cég tervei alapján, amely a mai multifunkcionális helyszínt hozta létre.

## Főbb események
Minden évben olyan sportversenyeket rendezett, mint például a Rotterdam Open és a Rotterdam Six Days, és 2016 óta a Premier League Dartsegyik helyszíne.

### Egyéb események
- 1973-as fedett pályás atlétikai Európa-bajnokság
- 1989-es futsal-világbajnokság
- 1997-es MTV Europe Music Awards
- 2007-es Junior Eurovíziós Dalfesztivál
- 2009-es judo világbajnokság
- 2010-es tornász-világbajnokság
- 2011-es asztalitenisz világbajnokság
- 2014-es UCI BMX világbajnokság
- 2015-ös női röplabda-Európa-bajnokság
- 2016-os MTV Europe Music Awards
- 2017-es rövidtávú korcsolya világbajnokság
- 2020-as Eurovíziós Dalfesztivál (elmaradt)
- 2021-es Eurovíziós Dalfesztivál[1]